# Challenger de Gwangju 2016

El torneo Gwangju Open 2016 es un torneo profesional de tenis. Pertenece al ATP Challenger Series 2016. Se disputará su 1ª edición sobre superficie dura, en Gwangju, Corea del Sur entre el 11 al el 17 de abril de 2016.

## Jugadores participantes del cuadro de individuales
| Favorito | País                                  | Jugador              | Rank1 | Posición en el torneo |
| -------- | ------------------------------------- | -------------------- | ----- | --------------------- |
| 1        | Bandera de Lituania                   | Ričardas Berankis    | 83    | CAMPEÓN               |
| 2        | Bandera de Japón                      | Tatsuma Ito          | 115   | Semifinales           |
| 3        | Bandera de Japón                      | Go Soeda             | 126   | Primera ronda         |
| 4        | Bandera de la República Popular China | Wu Di                | 152   | Semifinales           |
| 5        | Bandera de Eslovenia                  | Alexander Sarkissian | 157   | Primera ronda         |
| 6        | Bandera de Eslovenia                  | Grega Žemlja         | 187   | FINAL                 |
| 7        | Bandera de la República Popular China | Bai Yan              | 202   | Primera ronda         |
| 8        | Bandera de la República Popular China | Li Zhe               | 210   | Primera ronda         |

- 1 Se ha tomado en cuenta el ranking del 4 de abril de 2016.

### Otros participantes
Los siguientes jugadores recibieron una invitación (wild card), por lo tanto ingresan directamente al cuadro principal (WC):
- Kwon Soon-woo
- Chung Yun-seong
- Lim Yong-kyu
- Chung Hong

Los siguientes jugadores ingresan al cuadro principal tras disputar el cuadro clasificatorio (Q):
- Liam Broady
- Greg Jones
- Wishaya Trongcharoenchaikul
- Gavin van Peperzeel

## Campeones

### Individual Masculino
- Ričardas Berankis derrotó en la final a  Grega Žemlja, 6–3, 6–2

### Dobles Masculino
- Sanchai Ratiwatana /  Sonchat Ratiwatana derrotaron en la final a  Frederik Nielsen /  David O'Hare, 6–3, 6–2